# Anno 1701
Anno 1701 – gra strategiczno-ekonomiczna wyprodukowana przez Related Designs. Tytuł został wydany 26 października 2006 przez Sunflowers oraz Related Designs. W Polsce została wydana przez Cenega Poland. Tak jak w poprzednich częściach celem gracza jest rozwój i rozbudowa osad. Po raz pierwszy w serii zaimplementowano silnik 3D.
25 października 2007 został wydany dodatek do gry, noszący tytuł Anno 1701: Klątwa smoka.

## Fabuła
Gracz kieruje losami młodzieńca, któremu w roku 1701 Królowa powierza okręt w celu kolonizacji wysp Nowego Świata w jej imieniu.

## Profil
Graczowi dano możliwość prowadzenia profilu. Można w nim wybrać portret oraz ustawić opis gracza. Tu również widać medale, które gracz zdobył lub może zdobyć. Są one nadawane za różne osiągnięcia, np. za określony czas gry profilem albo zarobione złoto w wolnej grze.

## Tryby rozgrywki
W grze gracz ma dostępne 4 tryby rozgrywki. Są to:
- Samouczek – uczy gracza podstawowych elementów gry, m.in.: zbudować małą osadę i zapewniać wszystkie potrzeby jej mieszkańcom.
- Misje – 10 niepowiązanych ze sobą scenariuszy. Ich głównym celem jest zazwyczaj zdobycie konkretnych przedmiotów bądź materiałów. Czasami nie można zbudować pewnych budynków w niektórych z misji. Za ukończenie wszystkich o tym samym poziomie trudności otrzymuje się medal.
- Wolna gra – tzw. gra bez końca. Gracz rozbudowuje swoje miasteczko do wielkiej wyspiarskiej metropolii. W tym trybie można wybierać poziom trudności, graczy komputerowych, różne katastrofy oraz warunki wygranej. Nie ma ograniczeń co do wypełniania celów.
- Multiplayer – tryb gry wieloosobowej, w której gracz może zagrać z innymi graczami za pośrednictwem sieci LAN lub internetu[6]

## Wyspy i surowce
W Anno 1701 występują dwie strefy klimatyczne – północna i południowa. Każda z nich oferuje inne dobra, których nie ma w drugiej strefie. Jednak pewne surowce naturalne występują w obu strefach.
Rośliny hodowlane czyli, zboże, chmiel, kwiaty, trzcina cukrowa, tytoń, kakao oraz miód zawsze będą dostarczane do magazynu, gdyż odnawiają się automatycznie po zebraniu ich na plantację. Złoża surowców czyli, glina, ruda żelaza, marmur, kamienie szlachetne i złoto mogą być skończone lub nieskończone. Niewyczerpalne złoża oznaczone są jak te zwykłe, lecz informujący o rodzaju żyły obrazek jest przedstawiony w wózku kopalnianym. Aby móc korzystać z niekończących się surowców, trzeba opracować odpowiednie technologie i rozbudować kopalnię do głębinowej kopalni.

## Mapa
Prócz klasycznej minimapy można także włączyć mapę strategiczną. Dzieli się ona na dwie części – listę szlaków handlowych oraz mapę świata wysp. Szlaki handlowe są tworzone, aby samemu nie musieć martwić się zaopatrzeniem ludności towarami z innych wysp. Bez szlaków handlowych nie można efektywnie rozwijać swojej osady. Każdy szlak może mieć własną nazwę i można do niego przydzielić więcej niż jeden statek.
Mapa świata wysp pokazuje położenie wszystkich wysp (pod warunkiem, że dana wyspa została wcześniej odkryta). Prócz tego są do niej przypisane cztery przyciski:
- Filtr magazynów – pokazuje/ukrywa wszystkie magazyny wybudowane na wyspach (wrogie magazyny też są brane pod uwagę)
- Filtr okrętów – pokazuje/ukrywa okręty pływające po tych wodach (pod uwagę bierze się tylko okręty własne i sojusznika)
- Filtr jednostek – pokazuje/ukrywa jednostki stacjonujące na lądzie (tylko własne lub sojusznicze; transportowane statkiem nie są brane pod uwagę). Opcja domyślnie wyłączona
- Filtr nazw – pokazuje/ukrywa nazwy miast/statków/jednostek. Domyślnie wyłączona opcja

## Rozgrywka (Wolna gra)
W wolnej grze odblokowane są wszystkie opcje gry, a najczęstszym celem jest osiągnięcie niezależności. Grę w tym trybie można rozpocząć na dwa sposoby – z okrętem lub magazynem.
Sama gra została wzbogacona o kilka nowych opcji. Są to:
- Materiał budowlany – opcja dostępna po wybraniu dowolnego domu. Jej wyłączenie sprawia, że ludność nie będzie automatycznie awansować na wyższe poziomy cywilizacyjne
- Rozbuduj budynek (U) – po wybraniu budynku gotowego do rozbudowy pojawia się ta opcja. Jej użycie przy jednoczesnym wciśnięciu klawisza Shift powoduje rozbudowę wszystkich budynków tego rodzaju
- Optymalizuj – za niewielką sumę można zwiększyć wydajność farmy, która została obniżona z różnych przyczyn (wybudowanie ścieżki, nierówny teren, pokrywanie się pola farmy z innym polem). Tak jak przy rozbudowie, przytrzymanie klawisza Shitf spowoduje wpłynięcie tej opcji na wszystkie budynki tego samego rodzaju.

## Budowanie
Do dyspozycji grającego oddano wiele budynków, które można podzielić na kilka kategorii:
- Budynki publiczne – zaspokajają potrzeby wymagane do awansowania na wyższy poziom cywilizacyjny
- Budynki produkcyjne – wytwarzają towary i materiały budowlane
- Budynki wojskowe – szkolą jednostki piechoty
- Fortyfikacje – mury i wieże strażnicze chroniące przed wrogimi jednostkami
- Inne budynki – budynki o wyjątkowym działaniu i możliwościach
- Wspaniałe budynki – można je wybudować dopiero po osiągnięciu najwyższego poziomu cywilizacyjnego
- Elementy dekoracyjne – nie mają żadnych właściwości i nie wpływają na grę
- Drogi – łączą różne budynki ze sobą. Jest kilka rodzajów dróg:
  - Droga gruntowa – prosta, tania ścieżka łącząca dwa budynki
  - Droga brukowana – droższa od gruntowej, ale wozy i jednostki poruszają się szybciej po drogach brukowanych
  - Plac I/II/III – różni się od poprzedników tym, że przy budowie tworzy czworokąt

### Materiały budowlane
Materiały budowlane wymagane są do wznoszenia budowli. W grze występują następujące materiały:
- Drewno – wymagane do budowy niemalże każdego budynku oraz okrętów w stoczni. Produkowane w chacie drwala
- Narzędzia – tak jak drewno, wymagane są do postawienia wszystkich budynków. Produkowane u kowala
- Cegły – potrzebne do budowy zaawansowanych budynków oraz murów i wież. Produkowane w cegielni
- Marmur – najdroższy materiał, wykorzystywany przy wznoszeniu budynków z wyższych poziomów cywilizacyjnych. Produkowany u kamieniarza

## Poziomy cywilizacyjne
Wraz z rozwojem osady, ludność przenosi się na wyższe poziomy cywilizacyjne. Dzięki temu odblokowywane są nowe budynki oraz towary. Wyższy poziom rozwoju cywilizacji oznacza, że towary będą szybciej zużywane, co oznacza, iż konieczne będzie zwiększenie produkcji.

## Badania
Grę urozmaicono o możliwość przeprowadzania badań. By móc to zrobić, potrzebny jest budynek edukacyjny. Każde badanie kosztuje określoną sumę złotych monet i trwa pewien czas. Im więcej mieszkańców jest w zasięgu budynku, tym krótsze jest badanie. Niektóre badania wymagają określonych budynków, a zbadanie jednych, wyklucza zbadanie innych.

### Badania szkolne
Szkoła dostępna od poziomu Osadnicy oferuje możliwość przeprowadzenia badań, które są przydatne w początkowych fazach gry. Ich koszty są niskie, a czas badania krótki.

### Badania uniwersyteckie
Od poziomu Kupcy, możliwe jest wybudowanie Uniwersytetu, w którym opracowywane są zaawansowane technologie. Koszty badań są wysokie, a czas długi.

## Dyplomacja
W odróżnieniu od poprzedniej części gry, wiadomo kim są gracze komputerowi. Z każdym z nich można przeprowadzać pewne akcje w oknie dyplomacji.

Możliwe czynności to:
- Zażądaj daniny – pozwala zażądać wybraną sumę złotych monet
- Zapłać daninę – pozwala przekazać wybraną sumę złota. Czasem niektóre z postaci mogą same zażądać od gracza daniny, który może odmówić jej zapłacenia kosztem reputacji
- Poproś o wsparcie – prosi sojusznika o wsparcie wojskowe. Sojusznik ma prawo odmówić pomocy. Gdy zajdzie taka potrzeba, sojusznik poprosi o pomoc od gracza, który może odmówić lub wybrać oddziały i/lub okręty mające wesprzeć sprzymierzeńca
- Zaproponuj traktat pokojowy/traktat handlowy/sojusz – umożliwia rozwinięcie relacji między graczem a postacią komputerową. Do lepszych relacji potrzebna jest wysoka reputacja
- Anuluj sojusz/traktat handlowy/traktat pokojowy – pozwala anulować dotychczasową umowę lub wypowiedzieć wojnę

### Reputacja
Reputacja określa, jak nastawiona jest do gracza komputerowa postać. Niska reputacja może doprowadzić do wojny. Wysoka zaś owocuje chęcią nawiązania porozumienia handlowego, a następnie sojuszu.

### Tajna dyplomacja
Do dyspozycji grającego oddano wachlarz specjalnych akcji. Większość służy do utrudniania gry innym, ale kilka z nich jest do użycia na samym sobie.

## Wojsko
Ważną stroną gry jest posiadanie wojska. Posiadanie kilku jednostek wojskowych pozawala ochronić się przed wrogą inwazją. Każda jednostka ma swoje mocne i słabe strony, dlatego wykorzystanie odpowiednich oddziałów przeciwko armii przeciwnika to podstawa wygrania bitwy.

### Jednostki piechoty
Podstawą każdej potyczki naziemnej są jednostki piechoty. Tylko piechota może niszczyć budynki położone w głębi wyspy, a także przejmować obiekty handlowe.

### Okręty
By przetrwać w surowych warunkach świata wysp, potrzeba przynajmniej jednego okrętu. Statki nie tylko posyłają na dno wrogie łajby, transportują również towary i wojska. Dostateczna liczba statków pozwala skutecznie sabotować szlaki handlowe innych graczy.

## Gracze komputerowi
Każdy z graczy komputerowych ma własny, wyjątkowy charakter i ulubiony towar. Niektórzy są sprytniejsi od innych, a inni lepiej zawierają lepsze stosunki dyplomatyczne.